# Condizione di Samuelson
La condizione di Samuelson, formulata da Paul Samuelson, dice che una produzione ottimale di bene pubblico puro esige un'uguaglianza tra la somma dei tassi marginali di sostituzione e il tasso marginale di trasformazione dei prodotti.

## Formalizzazione matematica
Sia {\displaystyle q_{o}} il bene pubblico e {\displaystyle q_{j}} ({\displaystyle j=1,2,\ldots ,m}) i beni privati. La funzione di produzione sotto forma implicita è data dall'espressione seguente:
{\displaystyle \varphi ({\hat {q}}_{o},{\hat {q}}_{1},{\hat {q}}_{2},\ldots ,{\hat {q}}_{m})=0}
dove {\displaystyle {\hat {q}}_{j}} è la quantità prodotta del bene j.
Le funzioni di utilità sono:
{\displaystyle u_{i}(q_{o},q_{i1},q_{i2},\ldots ,q_{im})\qquad i=1,2,\ldots ,h}
dove {\displaystyle q_{ij}} è la quantità del bene j consumata dall'individuo i. Non c'è l'indice i per il bene pubblico poiché la quantità consumata è la stessa per tutti gli individui. La quantità consumata dei beni privati dipende invece dalle preferenze e dal reddito di ogni individuo.
Un ottimo paretiano può essere ottenuto massimizzando l'utilità del primo consumatore sotto i vincoli esistenti tra produzione e consumo. La lagrangiana è:
{\displaystyle L=u_{1}(q_{o},q_{11},q_{12},\ldots ,q_{1m})+\sum _{i=2}^{h}\lambda _{i}(u_{i}-u_{i}^{o})+\sigma \varphi ({\hat {q}}_{o},{\hat {q}}_{1},\ldots ,{\hat {q}}_{m})+\mu _{o}(q_{o}^{o}+{\hat {q}}_{o}-q_{o})+\sum _{j=1}^{m}\mu _{j}(q_{j}^{o}+{\hat {q}}_{j}-\sum _{\alpha =1}^{h}q_{\alpha j})}
dove {\displaystyle \lambda _{i},\sigma ,\mu _{j}} sono i moltiplicatori di Lagrange e {\displaystyle q_{j}^{o}} lo stock del bene j.
Le condizioni di primo ordine sono: 
{\displaystyle (1)\qquad {\frac {\partial L}{\partial q_{o}}}=\sum _{\alpha =1}^{h}\lambda _{\alpha }{\frac {\partial u_{\alpha }}{\partial q_{o}}}-\mu _{o}=0\qquad (\lambda _{1}=1)}
{\displaystyle (2)\qquad {\frac {\partial L}{\partial q_{\alpha j}}}=\lambda _{\alpha }{\frac {\partial u_{\alpha }}{\partial q_{\alpha j}}}-\mu _{j}=0\qquad \qquad \quad \alpha =1,2,\ldots ,h\quad ;\quad j=1,2,\ldots ,m}
{\displaystyle (3)\qquad {\frac {\partial L}{\partial {\hat {q}}_{s}}}=\sigma {\frac {\partial \varphi }{\partial {\hat {q}}_{s}}}+\mu _{s}=0\qquad \qquad \qquad s=0,1,\ldots ,m}
{\displaystyle (4)\qquad {\frac {\partial L}{\partial \lambda _{i}}}=u_{i}-u_{i}^{o}=0\qquad \qquad \qquad \quad \;i=2,3,\ldots ,h}
{\displaystyle (5)\qquad {\frac {\partial L}{\partial \sigma }}=\varphi ({\hat {q}}_{o},{\hat {q}}_{1},{\hat {q}}_{2},\ldots ,{\hat {q}}_{m})=0}
{\displaystyle (6)\qquad {\frac {\partial L}{\partial \mu _{o}}}=q_{o}^{o}+{\hat {q}}_{o}-q_{o}=0}
{\displaystyle (7)\qquad {\frac {\partial L}{\partial \mu _{j}}}=q_{j}^{o}+{\hat {q}}_{j}-\sum _{\alpha =1}^{h}q_{\alpha j}=0}
Eliminando i moltiplicatori di Lagrange si ottiene:
{\displaystyle \sum _{\alpha =1}^{h}{\frac {\frac {\partial u_{\alpha }}{\partial q_{o}}}{\frac {\partial u_{\alpha }}{\partial q_{\alpha j}}}}={\frac {\varphi _{o}}{\varphi _{j}}}}
{\displaystyle {\frac {\frac {\partial u_{\alpha }}{\partial q_{\alpha j}}}{\frac {\partial u_{\alpha }}{\partial q_{\alpha s}}}}={\frac {\varphi _{j}}{\varphi _{s}}}}
Prendendo le trè quantità consumate {\displaystyle q_{o}}, {\displaystyle q_{j}} e {\displaystyle q_{s}}, si può scrivere:
{\displaystyle \sum _{\alpha =1}^{h}TMS_{oj}^{\alpha }=TTP_{oj}}
{\displaystyle TMS_{js}^{\alpha }=TTP_{js}}
La seconda relazione, relativa ai beni privati j e s, è identica a quella ottenuta nell'ottimo paretiano classico. I tassi marginali di sostituzione (TMS) devono essere uguali ai tassi marginali di trasformazione dei prodotti (TTP). 
La prima relazione è la condizione di ottimalità per il bene pubblico. La somma dei tassi marginali di sostituzione (tra il bene pubblico e un qualunque bene privato) di tutti i consumatori deve essere uguali al tasso marginale di trasformazione dei prodotti.